# Zagrebačka nogometna zona 1961./62.
Zagrebačka nogometna zona, također i kao  I. zona Zagreb, I. zona  je bila jedna od zona Prvenstva Hrvatske, te liga trećeg stupnja nogometnog prvenstva Jugoslavije u sezoni 1961./62. 
 
Sudjelovalo je 12 klubova, a prvak je bio "Zagreb". 

## Ljestvica
| mj. | klub                 | ut. | pob. | ner. | por. | gol+ | gol– | bod |
| --- | -------------------- | --- | ---- | ---- | ---- | ---- | ---- | --- |
| 1.  | Zagreb               | 22  | 19   | 1    | 2    | 71   | 15   | 39  |
| 2.  | Elektrostroj Zagreb  | 22  | 15   | 3    | 4    | 65   | 34   | 33  |
| 3.  | Metalac Zagreb       | 22  | 14   | 4    | 4    | 62   | 31   | 32  |
| 4.  | Jedinstvo Zagreb     | 22  | 12   | 5    | 5    | 41   | 31   | 29  |
| 5.  | Kustošija Zagreb     | 22  | 11   | 3    | 8    | 62   | 42   | 26  |
| 6.  | Borac Zagreb         | 22  | 9    | 2    | 11   | 36   | 56   | 20  |
| 7.  | Zvijezda Zagreb      | 22  | 7    | 5    | 10   | 27   | 48   | 19  |
| 8.  | Šparta Zagreb        | 22  | 7    | 3    | 12   | 37   | 58   | 17  |
| 9.  | Poštar Zagreb        | 22  | 5    | 6    | 11   | 38   | 50   | 16  |
| 10. | RIZ Zagreb           | 22  | 2    | 9    | 11   | 23   | 46   | 13  |
| 11. | Radnik Velika Gorica | 22  | 3    | 5    | 14   | 27   | 52   | 11  |
| 12. | Trnje Zagreb         | 22  | 1    | 8    | 13   | 30   | 60   | 10  |

## Rezultatska križaljka
| kratica | klub                 | BOR | ELS | JED | KUS | MET | POŠ | RAD | RIZ | ŠPA | TRNJ | ZAG | ZVI |
| --- | -------------------- | --- | --- | --- | --- | --- | --- | --- | --- | --- | ---- | --- | --- |
| BOR | Borac Zagreb         |     |     | 2:1 | 4:1 | 2:5 | 2:0 | 4:1 | 4:0 | 2:0 | 2:0  | 0:6 | 2:0 |
| ELS | Elektrostroj Zagreb  | 2:1 |     |     |     |     |     |     |     |     |      |     |     |
| JED | Jedinstvo Zagreb     |     |     |     |     |     |     |     |     |     |      |     |     |
| KUS | Kustošija Zagreb     | 7:1 |     |     |     |     |     |     |     |     |      |     |     |
| MET | Metalac Zagreb       | 0:0 |     |     |     |     |     |     |     |     |      |     |     |
| POŠ | Poštar Zagreb        | 7:0 |     |     |     |     |     |     |     |     |      |     |     |
| RAD | Radnik Velika Gorica |     |     |     |     |     |     |     |     |     |      |     |     |
| RIZ | RIZ Zagreb           | 0:2 |     |     |     |     |     |     |     |     |      |     |     |
| ŠPA | Šparta Zagreb        | 4:3 |     |     |     |     |     |     |     |     |      |     |     |
| TRNJ | Trnje Zagreb         | 1:1 |     |     |     |     |     |     |     |     |      |     |     |
| ZAG | Zagreb               | 7:0 |     |     |     |     |     |     |     |     |      |     |     |
| ZVI | Zvijezda Zagreb      | 2:1 |     |     |     |     |     |     |     |     |      |     |     |
| |                      |     |     |     |     |     |     |     |     |     |      |     |     |
| podebljan rezultat – utakmice od 1. do 13. kola (1. utakmica između klubova) rezultat normalne debljine – utakmice od 14. do 26. kola (2. utakmica između klubova) rezultat nakošen – nije vidljiv redoslijed odigravanja međusobnih utakmica iz dostupnih izvora rezultat smanjen * – iz dostupnih izvora nije uočljiv domaćin susreta prekrižen rezultat – poništena ili brisana utakmica p – utakmica prekinuta 3:0 p.f. / 0:3 p.f. – rezultat 3:0 bez borbe |                      |     |     |     |     |     |     |     |     |     |      |     |     |

 Izvori: